# هجوم لفوف-ساندومييرز
هجوم لفوف-ساندومييرز (بالروسية: Львовско-Сандомирская операция، بالألمانية: Lwiw-Sandomierz-Operation - عملية لفوف-ساندومييرز) عملية عسكرية كبرى نفذها الجيش الأحمر لإجبار القوات الألمانية على الانسحاب من أوكرانيا وشرق بولندا تمكن فيها الجيش الأحمر من تحقيق أهدافه في أقل من شهر واحد بعد بداية الهجوم في 13 يوليو، وهو الهجوم الذي نُفّذ على ثلاث مراحل؛ مرحلتين متزامتين تبعتهما مرحلة ثالثة:
- الهجوم على لفوف واستمر من 13 يوليو وحتى 27 يوليو 1944
- الهجوم على ستانيسلاف واستمر من 13 يوليو وحتى 27 يوليو 1944
- الهجوم على ساندومييرز واستمر من 28 يوليو وحتى 28 أغسطس 1944

وعلى الرغم من النجاح الكبير الذي حققه الهجوم إلا أنه توارى في ظل النجاح الهائل الذي حققته عملية باغراتيون التي تزامنت مع نفس وقت الهجوم والتي أدت إلى القضاء التام على مجموعة الجيوش الوسطى، ومع ذلك سُخّرت كافة إمكانات الجيش الأحمر والقوات الجوية السوفيتية ليس لخدمة أغراض عملية باغراتيون ولكن لهجوم لفوف-ساندومييرز الذي اعتمد تنفيذه على خطة الخداع الإستراتيجي، حيث بدأت القوات السوفيتية في تكثييف تواجدها في أوكرانيا وجنوب بولندا مما أجبر الوحدات الاحتياطية الألمانية على التحرك جنوبا تاركين مجموعة الجيوش الوسطى عرضة لأي هجكوم مكثّف، ومن ثمّ مع بدء القوات السوفيتية في تنفيذ عملية باغراتيون ضد مجموعة الجيوش الوسطى بدأت الجبهة الألمانية الوسطى كلها في الانهيار مما دفع وحدات البانزر للتحرك لإنقاذ الجبهة الوسطى تاركين الفرصة للقوات السوفيتية لتنفيذ هجوم لفوف-ساندومييرز بنجاح واحتلال الجسور على نهر نهر فيستولا مما جعل المجال مفتوحا صوب رومانيا.